# Fotbalový stadion Stachovice
Fotbalový stadion Stachovice je fotbalový stadion, nacházející se v moravsko-slezském městě Fulnek, městské částí Stachovice, okrese Nový Jičín v Moravskosolezském kraji. Své domácí zápasy zde hraje fotbalový klub TJ Slavia Stachovice. V blízkosti stadionu prochází železniční trať Suchdol nad Odrou – Fulnek se zastávkou Stachovice.

## Popis
Maximální kapacita stadionu je 1000 stojících a 100 sedících diváků. Stadion je bez umělého osvětlení. Rozměry stadionu jsou 100×64 m. Rozloha stadionu činí 13499 m². Povrch stadionu je tvořen přírodním trávníkem, je zde jedná krytá tribuna.  Přístup na stadion je bariérový. Provozovatelem stadionu je fotbalový klub TJ Slavia Stachovice, majitelem je město Fulnek. Stadion splňuje podmínky maximálně pro oblastní soutěže.